# Natuurbank Nederland
Natuurbank Nederland (NBNL) is een Nederlandse organisatie die kennis van de Nederlandse flora en fauna verzamelt en beschikbaar stelt. Natuurbank Nederland wil met het verzamelen en beschikbaar stellen van deze natuurgegevens bijdragen aan kennisvergroting en waardering van de natuurlijke leefomgeving.
Natuurbank werkt onder meer samen met Natuurbank Limburg, Stichting Staring Advies, Stichting Natuurinformatie en de Nationale Databank Flora en Fauna(NDFF)/Natuurloket. Waarnemingen worden geregistreerd met de website waarneming.nl.